# Atletiek op de Paralympische Zomerspelen 2024 - Verspringen mannen T47
Het verspringen voor mannen klasse T47 op de Paralympische Zomerspelen 2024 vond plaats van op 3 september in het Stade de France. Deze klasse is voor atleten met een enkele amputatie onder de elleboog of pols of een vergelijkbare handicap, met een normale functie in beide benen. Dit is een gecombineerde klasse met T46. Titelverdediger was Robiel Yankiel Sol Cervantes uit Cuba, hij wist in 2024 zijn titel te prolongeren, de Chinees Wang Hao behaalde het zilver en Nikita Kotukov won de bronzen medaille.

## Records
Voorafgaand aan het toernooi waren dit het wereldrecord en het Paralympisch record.
| Wereldrecord        | Cuba Robiel Yankiel Sol Cervantes | 7,84 | Xalapa | 7 april 2024     |
| Paralympisch record | Cuba Robiel Yankiel Sol Cervantes | 7,46 | Tokio  | 31 augustus 2021 |

## Uitslag
| Rang   | Atleet                          | Atleet | Kl. | #1   | #2   | #3   | #4   | #5   | #6   | Resultaat | Bijz. |
| ------ | ------------------------------- | ------ | --- | ---- | ---- | ---- | ---- | ---- | ---- | --------- | ----- |
| Goud   | Robiel Yankiel Sol Cervantes    | CUB    | T46 | 7,25 | x    | 6,44 | 7,41 | x    | 7,22 | 7,41      |       |
| Zilver | Wang Hao                        | CHN    | T46 | 7,10 | 7,19 | 7,32 | 7,23 | 7,24 | 7,08 | 7,32      | SB    |
| Brons  | Nikita Kotukov                  | NPA    | T47 | 6,69 | 6,78 | 7,05 | 6,98 | 6,74 | x    | 7,05      |       |
| 4      | Roderick Townsend               | USA    | T46 | 6,89 | 6,50 | 6,61 | x    | 6,24 | 6,46 | 6,89      |       |
| 5      | Arnuad Assoumani                | FRA    | T47 | 6,71 | x    | 6,63 | 6,66 | x    | 6,77 | 6,77      |       |
| 6      | Abdulrhman Yusuf Shabib Mahmoud | EGY    | T46 | 6,13 | 6,11 | 6,08 | 5,92 | 6,04 | 6,25 | 6,25      |       |
| 7      | Yamoussa Sylla                  | GUI    | T47 | 5,70 | 5,61 | 5,16 | 5,14 | x    | x    | 5,70      |       |
| ―      | Jutomu Kollie                   | LBR    | T46 |      |      |      |      |      |      | DNS       |       |